# ピエール・ボヤ
ピエール・ボヤ（Pierre Boya、1984年1月16日 - ）は、カメルーン・ドゥアラ出身のサッカー選手。カメルーン代表経験もある。ポジションはフォワード。

## 来歴
地元の強豪でもあるウニオン・ドゥアラのユース出身。その後、レバノンリーグへと渡り、国外デビューを果たす。
2003/04シーズンから在籍したセルビアのパルチザン・ベオグラードでは、フィジカル面を生かして攻撃のオプションとして、まずまずの働きを見せ、チャンピオンズリーグやUEFAカップにも出場している。
その後、ルーマニアのラピド・ブカレストへと移籍したが、2008/09シーズン途中に、ラピド・ブカレストの経営難などから、グルノーブルへと移籍した。
カメルーン代表では、パルチザン時代の活躍から招集を受け、4Capと1得点を記録している。